# Simputer

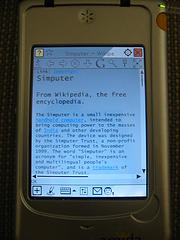
Simputer.

La Simputer es un computador de mano económico, que busca traer poder de cómputo para las masas en la India y otros países en vías de desarrollo. El aparato fue diseñado por el Simputer Trust, una organización sin ánimo de lucro formada en noviembre de 1999. La palabra "Simputer" es un acrónimo para "simple, inexpensive and multilingual people's computer", que traduce "computador simple económico y multilingüe para las personas" y es una marca registrada del Simputer Trust. 
Usa un procesador Intel StrongARM 206 MHz alimentado por tres baterías AA, tiene 64 megabytes de memoria RAM, 32 MB de memoria flash y puede usar tarjetas inteligentes baratas y removibles, cada una de las cuales puede almacenar 8KB. Incluye software para la lectura de texto y corre el sistema operativo Linux. Su apariencia es similar a la de los computadores de mano tipo Palm Pilot, la pantalla sensible al tacto se opera con un stylus; el programa Tapatap provee reconocimiento de escritura manual simple. Hay que aclarar que la simputer es mucho más poderosa que cualquier Palm Pilot disponible y su poder de cómputo es cercano al de un PC. Las especificaciones de la Simputer se han liberado bajo una licencia de distribución abierta llamada Simputer General Public License o la SGPL.
La organización motiva activamente a los desarrolladores de software libre para que porten sus aplicaciones a la simputer.
La producción piloto de la Simputer se inició en septiembre de 2002. Desde el 2004 está disponible comercialmente por U$240.